# Steve Ferrigno
Steve Ferrigno, nato Stefano Ferrigno (Sicilia, 12 maggio 1900 – Bronx, 5 novembre 1930) è stato un mafioso italiano naturalizzato statunitense attivo negli anni Venti. Fu a capo di una delle più influenti bande criminali dell’epoca. Ferrigno venne assassinato insieme ad Alfred Mineo durante la cosiddetta guerra castellammarese, un sanguinoso conflitto tra fazioni mafiose per il controllo della criminalità organizzata a New York.

## I primi anni
Ferrigno nacque in Sicilia e successivamente emigrò negli Stati Uniti. Durante gli anni '10 del Novecento, entrò a far parte del mondo criminale italo-americano di New York. Iniziò la sua ascesa all'interno della Navy Street Gang, una famiglia camorristica di origini napoletane attiva a Coney Island, Brooklyn, guidata da Pellegrino "Don Grino" Morano e dal suo braccio destro Alessandro Vollero.
È curioso notare che Ferrigno, essendo siciliano, fosse affiliato a un'organizzazione criminale napoletana, fatto piuttosto raro all’epoca, vista la forte divisione tra gruppi mafiosi di diverse regioni italiane. Una possibile spiegazione è che Ferrigno fosse cresciuto nello stesso quartiere di Brooklyn frequentato dai napoletani, il che potrebbe aver favorito la sua integrazione nel gruppo.
Steve Ferrigno era inoltre il fratello di Bartolo Ferrigno, noto anche come Barioco Bartulucia, un affiliato di strada della famiglia criminale Colombo, attivo negli anni '40 e '50. Bartolo operava sotto il comando di Joseph Magliocco e fu successivamente coinvolto in traffici di droga e altri reati, secondo quanto testimoniato dal collaboratore di giustizia Joseph Valachi.

## Carriera criminale

### Gli inizi
Negli anni '20, Ferrigno ricopriva un ruolo di medio livello all'interno della famiglia criminale di Brooklyn guidata da Salvatore "Totò" D'Aquila, che si autoproclamava "capo dei capi" della mafia newyorkese.
Ferrigno era fortemente coinvolto nel contrabbando di alcolici, l'attività criminale più redditizia durante il Proibizionismo, oltre che in gioco d’azzardo illegale, estorsioni e sfruttamento della prostituzione. Anche il racket sindacale divenne una fonte di guadagno sempre più importante per tutti i gruppi mafiosi italiani attivi a New York. Grazie al controllo del lungomare di Brooklyn, la famiglia D'Aquila - e in particolare Ferrigno con i suoi collaboratori - riuscì a infiltrarsi nei sindacati dei portuali, praticare estorsioni ai lavoratori e organizzare il furto di merci dai carichi in arrivo.

### L'ascesa al potere
Nel 1928, Salvatore D'Aquila fu assassinato su ordine del boss mafioso rivale di Manhattan, Giuseppe "Joe the Boss" Masseria. Ferrigno e Alfred Mineo erano già alleati e soci in affari di Masseria; è possibile che abbiano cospirato con lui per eliminare D'Aquila e prenderne il posto come nuovi leader della banda.
Quali che fossero le circostanze precise, Masseria aveva bisogno di rimpiazzare D’Aquila con uomini fidati, e per questo appoggiò la nomina di Mineo come nuovo boss e di Ferrigno come suo vice. Alla fine del 1928, Mineo assunse il comando dell’ex banda D’Aquila, con Ferrigno al suo fianco come sottocapo. Insieme controllavano tra i 400 e i 500 affiliati mafiosi, con le principali attività criminali concentrate tra Brooklyn e Manhattan.
Oltre al contrabbando di alcolici, le fonti di guadagno più importanti per il gruppo erano il gioco d’azzardo illegale sulle corse dei cavalli, il racket dei numeri e la lotteria italiana. Nel 1931, questa organizzazione venne inglobata nella famiglia criminale Mangano, che in seguito sarebbe diventata nota come la famiglia Gambino.

## Guerra castellammarese
Mentre Ferrigno gestiva le sue attività criminali, un gruppo di mafiosi siciliani originari di Castellammare del Golfo, guidati da Salvatore Maranzano, iniziò a mettere in discussione l’autorità di Giuseppe Masseria, il protettore di Ferrigno. All’inizio del 1930, il conflitto esplose ufficialmente in una guerra aperta, passata alla storia come la Guerra castellammarese. Da quel momento, il mondo mafioso italo-americano fu travolto da una spirale di violenze e omicidi, con numerosi esponenti delle varie fazioni eliminati in tutta l’America.

## Morte
Il 4 novembre 1930, un incontro tra sostenitori di Giuseppe Masseria si tenne nell'appartamento di Steve Ferrigno, situato al 759 di Pelham Parkway South, nel Bronx. Secondo alcune fonti, tra i presenti c'erano diversi membri di spicco delle famiglie criminali di Masseria e Mineo, tra cui lo stesso Al Mineo, Charlie "Lucky" Luciano, Vito Genovese, Masseria e Ferrigno. Dall’altro lato del cortile, in un appartamento affittato da Joe Valachi, si trovavano invece alcuni uomini della fazione rivale capeggiata da Salvatore Maranzano, tra cui Joe Profaci, Nick Capuzzi, Valachi stesso e un sicario conosciuto solo come "Buster", proveniente da Chicago. Secondo quanto raccontato da Valachi, nella notte del 5 novembre 1930, Ferrigno e Mineo uscirono dall'appartamento e attraversarono il cortile, venendo crivellati di colpi dagli uomini di Maranzano. Tuttavia, molti storici del crimine organizzato, così come l’ex boss mafioso Joseph Bonanno, hanno messo in dubbio la versione di Valachi, ritenendo improbabile che un boss di alto livello come Joe Profaci abbia partecipato direttamente all'omicidio di rivali mafiosi.
Nel giro di pochi mesi, la situazione cambiò radicalmente: Masseria venne assassinato in un ristorante di Coney Island all'inizio del 1931, mentre Maranzano fu ucciso a settembre dello stesso anno. Questi omicidi segnarono la fine della Guerra castellammarese.
Il principale beneficiario - e regista delle due eliminazioni - fu Charlie "Lucky" Luciano, che consolidò così il proprio potere e si affermò come figura dominante della mafia newyorkese. Steve Ferrigno fu sepolto nel Calvary Cemetery, a Woodside, nel Queens.